# Casa al carrer Nou, 17 (Torà)
La Casa al carrer Nou, 17 és un habitatge al municipi de Torà, a la comarca del Solsonès, inclòs a l'Inventari del Patrimoni Arquitectònic de Catalunya.

## Descripció
Edifici de pedra de quatre plantes amb golfa situat al nucli antic de Torà.

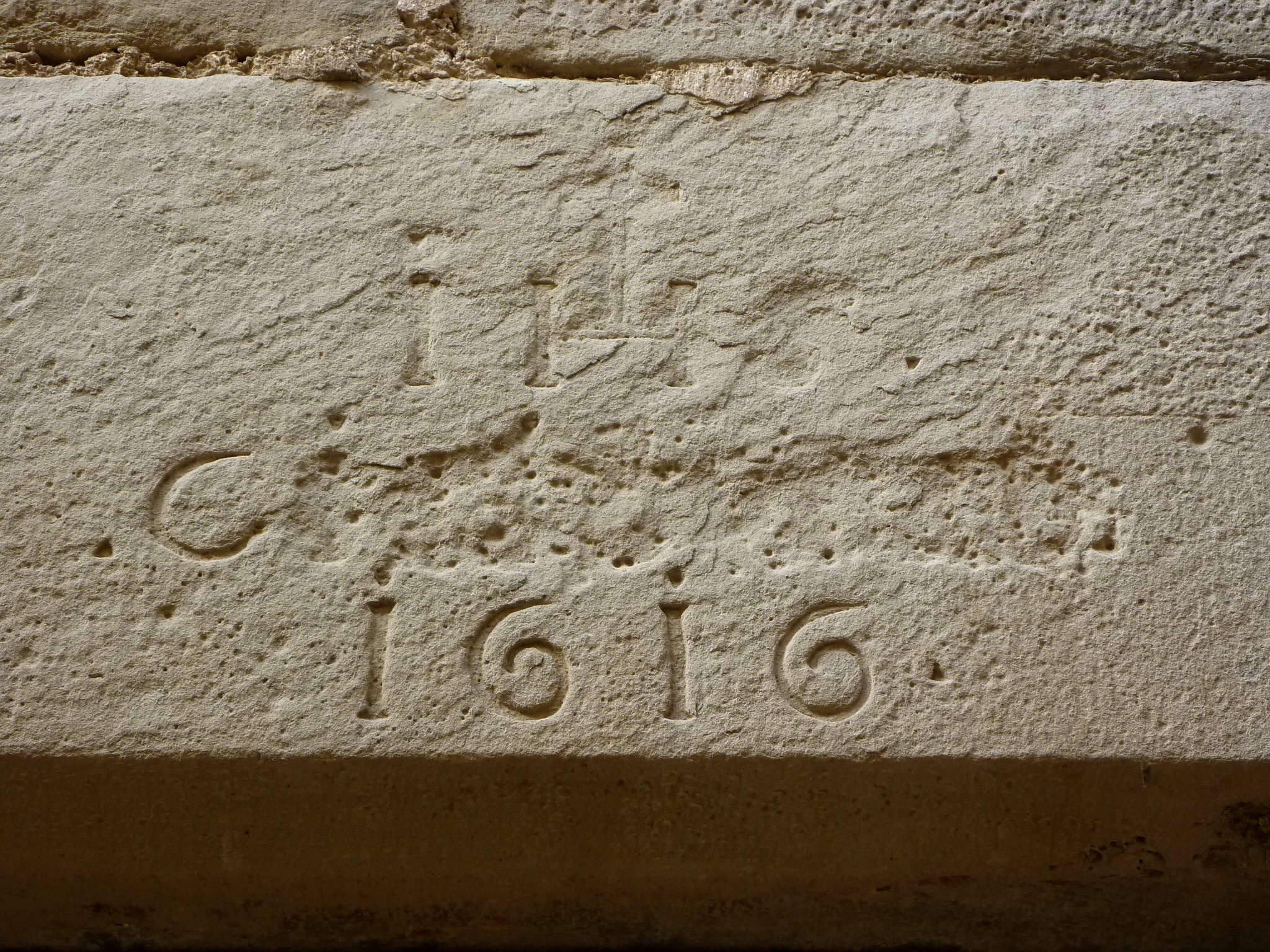
Llinda amb data

A la planta baixa distingim dos portals rectangulars. Un d'aquests presenta una llinda que data del "1616". Al primer pis apareixen dues finestres rectangulars amb llinda i el segons i tercer pis repeteix el mateix esquema, tot i que la construcció és més moderna. Per acabar, trobem les golfes amb dues finestres rectangulars i una cornisa dentada al capdamunt de l'edifici.
Mentre que la planta baixa presenta grans carreus de pedra amb restes d'un arrebossat quasi innexistent, als pisos superiors l'aparell és diferent i els carreus són molt més petits i irregulars amb majors restes d'arrebossat.